# Disturbios raciales de Atlanta de 1906
Los disturbios raciales de Atlanta de 1906 fueron una serie de ataques violentos de turbas armadas de estadounidenses blancos contra afroamericanos en Atlanta, la capital del estado de Georgia (Estados Unidos). Estos comenzaron la noche del 22 de septiembre de 1906 y duraron hasta el 24 de septiembre. Los hechos fueron informados por periódicos de todo el mundo, incluido el francés Le Petit Journal, que describía los "linchamientos en los Estados Unidos" y la "masacre de negros en Atlanta" el Scottish Aberdeen Press & Journal con el título "Race Riots en Georgia", y el London Evening Standard bajo los titulares "Disturbios contra los negros " e "Indignaciones en Georgia". Se desconoce y se disputa el número final de muertos del conflicto, pero oficialmente murieron al menos veinticinco negros y dos blancos. Los informes no oficiales oscilaron entre 10 y 100 estadounidenses negros muertos durante la masacre. Según el Centro de Historia de Atlanta, algunos estadounidenses negros fueron colgados de postes de la luz; otros fueron asesinados a tiros, golpeados o apuñalados. Los sacaron de los tranvías y los atacaron en la calle; turbas blancas invadieron barrios negros, destruyendo hogares y negocios.
El catalizador inmediato fueron los informes periodísticos de cuatro mujeres blancas violadas en incidentes separados, supuestamente por hombres afroamericanos. Más tarde, un gran jurado acusó a dos afroamericanos de violar a Ethel Lawrence y su tía. Una causa subyacente fue la creciente tensión racial en una ciudad y una economía en rápido cambio, la competencia por el empleo, la vivienda y el poder político.
La violencia solo cesó cuando el gobernador Joseph M. Terrell llamó a la Guardia Nacional de Georgia y los afroamericanos acusaron al Departamento de Policía de Atlanta y a algunos guardias de participar en la violencia contra ellos. Las historias locales de los blancos ignoraron la masacre durante décadas. No fue hasta 2006 que el evento fue marcado públicamente – en su centenario. Al año siguiente, la masacre de Atlanta pasó a formar parte del plan de estudios del estado para las escuelas públicas.

## Fondo

### Crecimiento de Atlanta
Tras el final de la Guerra de Secesión y durante la era de la Reconstrucción, hubo violencia de los blancos contra los negros en todo el sur, ya que los blancos reaccionaron a la emancipación de los negros, las acusaciones de criminalidad negra y el empoderamiento político de los libertos, en particular la obtención del derecho al voto que les permitió alcanzar representación política. El aumento de la tensión también se debió a que los blancos competían con los negros por los salarios, aunque estos últimos generalmente estaban restringidos a trabajos de nivel inferior. Atlanta se había desarrollado rápidamente, atrayendo trabajadores para su reconstrucción y, particularmente desde los años 1880 como el "centro ferroviario" del Sur: trabajadores de todo el país comenzaron a inundar la ciudad. Esto resultó en un aumento dramático tanto en la población afroamericana (9000 en 1880 a 35 000 en 1900) como en la población general de la ciudad (de una población de 89 000 en 1900 a 150 000 en 1910) con individuos de las áreas rurales y pequeñas ciudades cercanas buscando mejores oportunidades económicas en la gran ciudad.
Con esta afluencia y el consiguiente aumento de la demanda de recursos, las relaciones raciales en Atlanta se volvieron cada vez más tensas. Los blancos expandieron la segregación Jim Crow en los vecindarios residenciales y en el transporte público.

### Avances afroamericanos
Los libertos y sus descendientes habían ganado el derecho al voto durante la Reconstrucción, y los blancos temían y resentían cada vez más su ejercicio del poder político. Los afroamericanos habían establecido negocios prósperos y desarrollado una élite que se distinguía de los negros de la clase trabajadora. A algunos blancos les molestaban. Entre los hombres de negocios negros exitosos se encontraba Alonzo Herndon, quien era dueño y operaba una gran y refinada barbería que servía a prominentes hombres blancos. Este nuevo estatus trajo consigo una mayor competencia entre negros y blancos por puestos de trabajo y acentuó la distinción de clases. La policía y el departamento de bomberos seguían siendo exclusivamente blancos, al igual que la mayoría de los empleados de los gobiernos de la ciudad y el condado.
Los requisitos estatales de 1877 limitaron el voto de los negros a través de impuestos electorales, mantenimiento de registros y otros dispositivos para impedir el registro de votantes, pero muchos libertos y descendientes aún podían votar. Pero ambos candidatos principales jugaron con las tensiones raciales durante su campaña para la elección de gobernador de 1906, en la que M. Hoke Smith y Clark Howell compitieron por la nominación de las primarias demócratas. Smith había "hecho campaña en una plataforma para privar de sus derechos a los votantes negros en Georgia". Howell también buscaba excluirlos de la política. Smith era un antiguo editor del Atlanta Journal y Howell era el editor del Atlanta Constitution. Ambos candidatos utilizaron su influencia para incitar a los votantes blancos y ayudar a difundir el temor de que los blancos no pudieran mantener el orden social vigente. Estos periódicos y otros atacaron tabernas y bares dirigidos y frecuentados por ciudadanos negros. Se decía que estos "bares de mala muerte", como los llamaban los blancos, tenían fotografías de mujeres desnudas. El Atlanta Georgian y el Atlanta News publicaron informes policiales de mujeres blancas que supuestamente fueron abusadas sexualmente y violadas por hombres negros.

## Los hechos

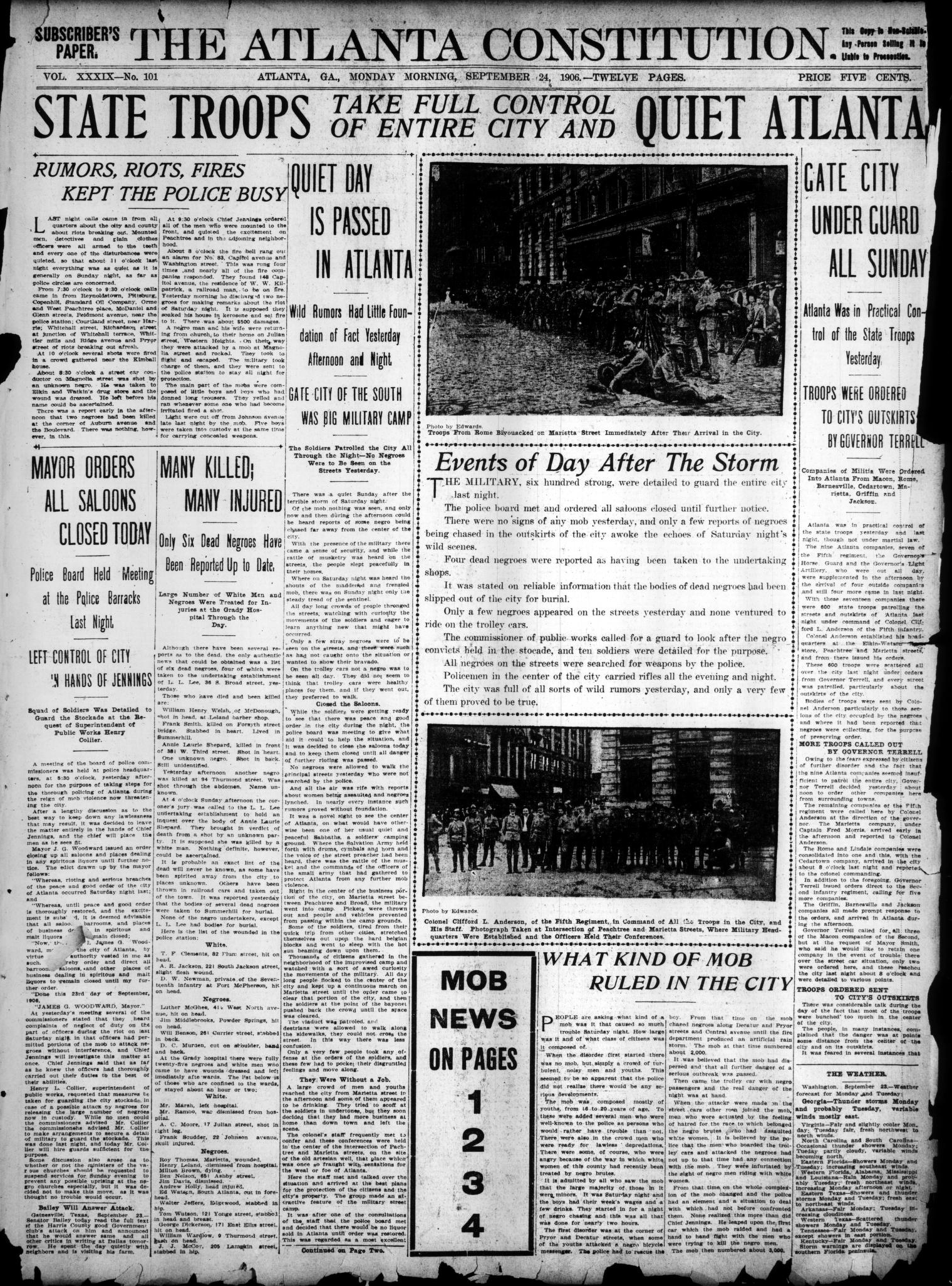
Página del The Atlanta Constitution del 24 de septiembre de 1906, relatando los hechos.

### The Clansmany las tensiones previas
"Los historiadores y comentaristas contemporáneos citan la producción teatral de The Clansman [de Thomas Dixon, Jr. ] en Atlanta como un factor que contribuyó a la revuelta racial de 1906 en esa ciudad, en la que las turbas blancas arrasaron las comunidades afroamericanas". En Savannah, donde se estrenó a continuación, la policía y el ejército estaban en alerta máxima y presentes en todos los tranvías que se dirigían al teatro. Las autoridades de Macon, donde la obra se estrenaría próximamente, solicitaron que no se permitiera la representación, y así fue.

### Informe y ataques periodísticos
El sábado 22 de septiembre de 1906 por la tarde, los periódicos de Atlanta informaron de cuatro agresiones sexuales contra mujeres blancas locales, supuestamente por hombres negros. Más tarde, un gran jurado acusó a dos de ellos por la violación de Ethel Lawrence y su tía Mabel Lawrence, una inglesa que estaba visitando a su hermano en Atlanta. Fueron atacadas en el bosque mientras recogían helechos o flores silvestres, y Mabel fue hospitalizada con heridas graves y perdió un ojo.  Después de este informe, varias docenas de hombres y niños blancos comenzaron a agruparse en pandillas y comenzaron a golpear, apuñalar y disparar a los negros en represalia, sacándolos o agrediéndolos en los tranvías, comenzando en la sección Five Points del centro. Después de que se imprimieron ediciones adicionales del periódico, para la medianoche se estimaba que entre 10 000 y 15 000 hombres y niños blancos se habían reunido por las calles del centro y deambulaban para atacar a todo negro con el que se cruzaran.
A las 10 de la noche, los primeros tres negros habían sido asesinados y más estaban siendo tratados en el hospital (al menos cinco de ellos morirían); entre ellos había tres mujeres. El gobernador Joseph M. Terrell llamó a ocho compañías de la Quinta Infantería y una batería de artillería ligera. A las dos y media de la madrugada, se informó que entre 25 y 30 personas negras habían muerto, y muchas más resultaron heridas. Las líneas de tranvía se habían cerrado antes de la medianoche para reducir el movimiento, con la esperanza de desalentar a las turbas y ofrecer algo de protección a los vecindarios afroamericanos, ya que los blancos iban allí y atacaban a las personas en sus casas o las sacaban fuera.
La barbería de Alonzo Herndon fue uno de los primeros objetivos de la turba blanca, y sus finos accesorios fueron destruidos. Varios hombres negros fueron asesinados en las escaleras de la Oficina de Correos de los Estados Unidos y dentro del Hotel Marion, donde una multitud persiguió a uno de ellos. Durante esa noche, una gran multitud atacó la calle Decatur, el centro de los restaurantes y bares negros. Destruyó los negocios y agredió a todos los negros a la vista. Las turbas se mudaron a Peters Street y vecindarios relacionados para causar más daños. Las fuertes lluvias de las 3 a las 5 de la madrugada ayudaron a reprimir el auge de los disturbios.
Los hechos se publicitaron rápidamente al día siguiente, domingo, mientras continuaba la violencia contra los negros y la masacre se cubría a nivel internacional. Le Petit journal de París informó que "hombres y mujeres negros fueron arrojados desde tranvías, agredidos con palos y apedreados". Al día siguiente, The New York Times informó que al menos de 25 a 30 hombres y mujeres negros murieron y 90 resultaron heridos. Se informó que un hombre blanco murió y unos 10 resultaron heridos.
Un número desconocido y controvertido de negros murieron en la calle y en sus tiendas, y muchos resultaron heridos. En el centro de la ciudad, la milicia fue vista a la una de la madrugada. Pero la mayoría no estuvo armada y organizada hasta las 6 de la mañana, cuando se apostaron más en el distrito comercial. La violencia esporádica había continuado a altas horas de la noche en barrios distantes de la ciudad mientras operaban pequeñas bandas. El domingo, cientos de negros abandonaron la ciudad en tren y otros medios, buscando seguridad en la distancia.

### Intentos de defensa
El domingo, un grupo de afroamericanos se reunió en la comunidad de Brownsville al sur del centro y cerca de la Universidad Clark para discutir acciones; se habían armado para defenderse. La policía del condado de Fulton se enteró de la reunión y la registró; un oficial murió en un tiroteo subsiguiente. Tres compañías de milicias fueron enviadas a Brownsville, donde arrestaron y desarmaron a unos 250 negros, entre ellos profesores universitarios.
The New York Times informó que cuando se le preguntó al alcalde James G. Woodward sobre las medidas tomadas para prevenir disturbios raciales, respondió:
La mejor manera de prevenir un motín racial depende completamente de la causa. Si su consulta tiene algo que ver con la situación actual en Atlanta, diría que el único remedio es eliminar la causa. Mientras los brutos negros asalten a nuestras mujeres blancas, siempre serán tratados sin ceremonias.
Había ido por la ciudad el sábado por la noche tratando de calmar a la multitud, pero en general fue ignorado.

## Secuelas
Se cree que al menos 24 negros fueron asesinados. Se confirmó que hubo dos muertes de blancos, entre ellos una mujer de un infarto tras ver turbas afuera de su casa.
El lunes y martes siguientes, los más poderosos ciudadanos blancos, incluido el alcalde, se reunieron para discutir los eventos y prevenir más violencia. El grupo incluía líderes negros, lo que tendió un puente entre estos grupos. Durante décadas, sin embargo, la masacre fue ignorada o reprimida en la comunidad blanca, y fue excluida de las historias oficiales de la ciudad.
Debido a la masacre, la economía afroamericana sufrió debido a pérdidas de propiedades, daños y trastornos. Algunas empresas tuvieron que cerrar. La comunidad hizo cambios sociales significativos, sacando negocios de áreas mixtas, instalándose en vecindarios de mayoría negra (algunos de los cuales fueron impuestos por prácticas de vivienda discriminatorias en la década de 1960) y cambiando otros patrones sociales. En los años posteriores a la masacre, los afroamericanos tenían más probabilidades de vivir en comunidades predominantemente negras, incluidas las que se desarrollaron al oeste de la ciudad cerca de la Universidad de Atlanta o al este del centro. Muchos negocios negros se dispersaron desde el centro hacia el oeste, donde pronto se desarrolló el próspero distrito comercial negro conocido como "Sweet Auburn".
Muchos afroamericanos rechazaron la posición acomodaticia de Booker T. Washington en el Instituto Tuskegee, creyendo que tenían que ser más contundentes para proteger a sus comunidades y hacer avanzar su raza. Algunos estadounidenses negros modificaron sus opiniones sobre la necesidad de la autodefensa armada, incluso cuando muchos emitieron advertencias explícitas sobre los peligros de la lucha política armada. W. E. B. Du Bois, educado en la Universidad de Harvard, enseñaba en la Universidad de Atlanta y tenía el liderazgo apoyado por El Décimo Talentoso, compró una escopeta después de que estallaran los disturbios en la ciudad. 
Du Bois dijo en respuesta a la carnicería: "Compré una escopeta de dos cañones Winchester y dos docenas de cartuchos llenos de perdigones. Si una turba blanca hubiera pisado el campus donde vivía, sin dudarlo habría rociado sus tripas sobre la hierba". A medida que su posición se solidificó en años posteriores, en los años 1910, Du Bois argumentó que la violencia política organizada por los estadounidenses negros era una locura. Aun así, en respuesta a las amenazas del mundo real sobre los negros, "se mostró inflexible sobre la legitimidad y quizás el deber de la autodefensa, incluso cuando [podría haber] peligro de que se propague a la violencia política".
Elegido en 1906, el gobernador Hoke Smith cumplió una promesa de campaña al proponer una legislación en agosto de 1907 para una prueba de alfabetización para votar, que privaría del derecho al voto a la mayoría de los negros y a muchos blancos pobres mediante la administración subjetiva de los blancos. Además, la legislatura incluyó disposiciones para "cláusulas del abuelo" para garantizar que los blancos no fueran excluidos debido a la falta de alfabetización o la cantidad requerida de propiedad, y para que el Partido Demócrata tuviera una primaria blanca, otro medio de exclusión. Estas disposiciones fueron aprobadas por enmienda constitucional en 1908, privando efectivamente a la mayoría de los negros del derecho al voto. La segregación racial ya estaba establecida por ley. Ambos sistemas bajo las Leyes Jim Crow continuaron en gran medida hasta finales de los años 1960.
Después de la Primera Guerra Mundial, Atlanta trabajó para promover la reconciliación y el entendimiento racial mediante la creación de la Comisión de Cooperación Interracial en 1919; más tarde se convirtió en el Consejo Regional del Sur. Pero la mayoría de las instituciones de la ciudad permanecieron cerradas a los afroamericanos. Por ejemplo, no se contrató a ningún policía afroamericano hasta 1948, después de la Segunda Guerra Mundial.

### Conmemoración
La masacre no se cubrió en las historias locales y fue ignorada durante décadas. En 2006, en su centenario, la ciudad y los grupos de ciudadanos marcaron el evento con debates, foros y eventos relacionados como "recorridos a pie, arte público, servicios conmemorativos, numerosos artículos y tres libros nuevos". Al año siguiente, se hizo parte del plan de estudios de estudios sociales del estado para las escuelas públicas.

## Representación en otros medios
- El documental cinematográfico When Blacks Succeed: The 1906 Atlanta Race Riot (2006) de Norman y Clarissa Myrick Harris fue producido por One World Archives y ganó premios.[25]
- Thornwell Jacobs escribió una novela, The Law of the White Circle (La ley del círculo blanco), ambientada durante la masacre de 1906.[26] Tiene un prólogo escrito por el historiador W. Fitzhugh Brundage y materiales complementarios de Paul Stephen Hudson y Walter White, presidente de la NAACP durante mucho tiempo.[26]